# Skitube
| Zug der Skitube |                                      |                             |                             |
| Streckenlänge: | 8,48 km                              |                             |                             |
| Spurweite: | 1435 mm (Normalspur)                 |                             |                             |
| Stromsystem: | 1.500 =                              |                             |                             |
| Maximale Neigung: | -50 … 125 ‰                          |                             |                             |
| Minimaler Radius: | 120 m                                |                             |                             |
| Zahnstangensystem: | Lamelle (Von Roll)                   |                             |                             |
| Streckengeschwindigkeit: | bergwärts: 40 km/h talwärts: 21 km/h |                             |                             |
| |                                      |                             |                             |
| \| \| 0,00 \| Bullocks Flat \| 1132 m \| \| \| \| Depot \| \| \| \| 0.83 \| Little Thredbo River (75 m) \| Little Thredbo River (75 m) \| \| \| 1,70 \| 150-m-Viadukt (150 m) \| 150-m-Viadukt (150 m) \| \| \| 2,00 \| Ausweiche \| Ausweiche \| \| \| 2,20 \| Bilston Tunnel (~3300 m) \| Bilston Tunnel (~3300 m) \| \| \| 4,00 \| Ausweiche (proj.) \| Ausweiche (proj.) \| \| \| 5,62 \| Perisher Valley \| 1716 m \| \| \| \| Mount Perisher \| 2054 m \| \| \| \| Blue Cow Tunnel (~2600 m) \| \| \| \| 8,48 \| Blue Cow \| 1893 m \| \| \| \| Mount Blue Cow \| 1994 m \| \| \| \| \| \| \| Quellen: [1] \| \| \| \| |                                      |                             |                             |
| Kopfbahnhof Streckenanfang | 0,00                                 | Bullocks Flat               | 1132 m                      |
| Betriebs-/Güterbahnhof Streckenanfang und quer · Abzweig geradeaus und von rechts |                                      | Depot                       | Depot                       |
| Brücke über Wasserlauf | 0.83                                 | Little Thredbo River (75 m) | Little Thredbo River (75 m) |
| Brücke | 1,70                                 | 150-m-Viadukt (150 m)       | 150-m-Viadukt (150 m)       |
| Dienststation / Betriebs- oder Güterbahnhof | 2,00                                 | Ausweiche                   | Ausweiche                   |
| Tunnelanfang | 2,20                                 | Bilston Tunnel (~3300 m)    | Bilston Tunnel (~3300 m)    |
| ehemaliger Dienststation / Betriebs- oder Güterbahnhof (im Tunnel) | 4,00                                 | Ausweiche (proj.)           | Ausweiche (proj.)           |
| Bahnhof Streckenende und Streckenanfang (im Tunnel) | 5,62                                 | Perisher Valley             | 1716 m                      |
| Strecke (im Tunnel) |                                      | Mount Perisher              | 2054 m                      |
| Strecke (im Tunnel) |                                      | Blue Cow Tunnel (~2600 m)   | Blue Cow Tunnel (~2600 m)   |
| Haltepunkt / Haltestelle Tunnelende | 8,48                                 | Blue Cow                    | 1893 m                      |
| |                                      | Mount Blue Cow              | 1994 m                      |
| |                                      |                             |                             |
| Quellen: |                                      |                             |                             |

Die Skitube (auch Perisher Skitube, abgekürzt PST) ist eine Zahnradbahn im Skigebiet von Perisher Valley und Blue Cow in New South Wales, Australien. Der Name leitet sich vom Skifahren ab und von der Tatsache, dass die Bahn hauptsächlich in einem kreisrund gebohrten Tunnel fährt (im englischen Tube, siehe dazu auch London Underground). Die Bahn verkehrt von Bullocks Flat (1125 m über Meer) nach Perisher Valley und weiter nach Blue Cow (1905 m über Meer). Sie ist neben der West Coast Wilderness Railway eine von zwei Zahnradbahnen in Australien (Siehe auch: Liste von Zahnradbahnen#Australien).
Der Bahnbau begann im Oktober 1984 in den Stationen Bullocks Flat und Perisher sowie mit dem Tunnelbau des Bilston-Tunnels. Der Tunnel wurde nach dem Initiator der Bahn, Ken Bilston, benannt. Die Strecke ist einspurig und weist zwei Kreuzungsstationen auf, eine am unteren Tunneleingang des Bilston-Tunnels, die zweite in der Station Perisher.
Die Bahn wurde im Jahr 1987 bis Perisher Valley dem Betrieb übergeben, ein Jahr später bis Blue Cow. Letztere Station wird nur von der Bahn erschlossen, d. h., sie ist anderweitig nicht erreichbar. Die Bahn übernimmt auch die Logistik der dortigen Restaurants.
Die Fahrzeuge und bahntechnischen Einrichtungen wurden von einem Konsortium bestehend aus dem australischen Unternehmen Comeng und den beiden Schweizer Unternehmen SLM sowie BBC geliefert. Alle drei Unternehmen sind mittlerweile Teil von Bombardier oder Stadler Rail.
Geliefert wurden vier Triebwagen, vier Steuerwagen und drei Mittelwagen. Mit einer Wagenkastenbreite von 3500 mm sind dies die breitesten Zahnradfahrzeuge weltweit.
Die Bahn verkehrt primär im Winter der Südhalbkugel von Juni bis Oktober. Im Sommer findet eingeschränkter Betrieb statt. Die Züge werden in der Regel aus vier Wagen zusammengestellt, die jeweils eine Länge von 16,8 m haben und jeweils 225 Passagiere befördern können. Die Spitzenkapazität pro Stunde beläuft sich so auf ca. 4.500 Fahrgäste. Der Abschnitt Perisher Valley – Blue Cow wird meist im Pendelbetrieb bedient.
Die Bahn hatte bis auf eine Entgleisung 2004 bislang (Stand Januar 2006) keinen Unfall zu verzeichnen.